# Cancionero de la Sablonara
Chansonnier de la Sablonara
Le Cancionero de la Sablonara ou Cancionero de Sablonara (conservé à la Bibliothèque d'État de Bavière à Munich, Cod.hisp.2, anciennement également connu sous le nom de Mus.ms. E), du nom de son compilateur, Claudio de la Sablonara, est un manuscrit espagnol contenant des chansons polyphoniques d'Espagne et du Portugal, recueillies dans le premier quart du XVIIe siècle.

## Description
Le manuscrit est constitué de 100 folios, dont certaines pages sont vides, avec seulement les portées déjà tracées. C'est le cas lorsque les effectifs vocaux requis changent dans la collection, les œuvres étant classées à quatre voix d'abord, puis trois, puis deux. Après la série à quatre voix, plusieurs pages ont été gardées disponibles avant de commencer les œuvres à trois voix. Une réserve se trouve également avant et après les œuvres à deux voix. Une table des titres et une préface du copiste à l'intention de Wolfgang-Guillaume de Neubourg, précèdent la musique.
La copie est sobre. Seule une lettrine rouge est ajoutée dans la table des titres, à chaque entrée et au début de chaque partie musicale. La table présente certaines lettrines placées d'avance, comme si la copie avait été interrompue ou abandonnée avant l'achèvement du projet. La musique n'est pas présentée en système, mais chaque partie occupe en général une demi page et l'œuvre entière deux pages en regard, chaque nouvelle œuvre commençant à gauche, sur le verso d'une page du volume et porte le titre. Le nom du compositeur est sur le recto, à droite. Le texte du premier couplet est sous la musique, les autres sont numérotés et annexés en bas des deux pages.
Sur l'une des pages de garde de la reliure, ajout nettement postérieur, figure une petite table des compositeurs, intitulée « Composidores » avec un renvoi pour chaque pièce au numéro du folio.
Le volume a été rédigé par le principal scribe de la Chapelle royale de Madrid, Claudio de la Sablonara (d'où le nom du manuscrit) pour Wolfgang Wilhelm, comte palatin et duc de Neubourg, lors de son séjour à la cour de Philippe IV à Madrid entre 1624 et 1625. 
C'est l'une des rares collections de musique restant de la musique de cour espagnole du début du XVIIe siècle. Le fait que le manuscrit était conservé à Munich quand, en 1734, un incendie a détruit l'Alcázar royal de Madrid, sa place d'origine, a contribué à sa préservation. Une autre copie réalisée au XIXe siècle est à Madrid.

## Œuvres
| partition manuscrite                                                                                              |  | partition manuscrite |
| Desde las torres del alma (« Du haut des tours du cœur… ») de Juan Blas de Castro (no 30), romance à quatre voix. |  |                      |

Le manuscrit contient 75 chansons profanes ou tonos humanos, comme elles étaient appelées à l'époque pour les distinguer des tonos divinos (pièces religieuses). Elles se déclinent en deux genres proches au XVIIe siècle, canciones romances, villancicos, mais également danses folias et séguédilles. Toutes les œuvres sont polyphoniques : 32 pour quatre voix, 31 pour trois voix et 12 pour deux voix. 
Les œuvres contiennent généralement, un couplet (copla) pour voix solistes et un  refrain (estribillo ) pour le chœur.
Les œuvres proviennent de la Chapelle royale de Madrid et ont été composées par certains des compositeurs espagnols et catalans les plus célèbres de l'époque : Mateo Romero (22), Juan Blas de Castro (18 pièces), Álvaro de los Ríos (8), Gabriel Díaz Bessón (8), Joan Pau Pujol (7), Miguel de Arizo (2), sans oublier un thème de Juan Palomares, un de Juan Torres, un de Juan Bono et un de Diego Gómez respectivement, ainsi que 4 compositions du Portugais d'origine Manuel Machado, installé à Madrid avec son père, harpiste à la cour, depuis son enfance ; la liste est fermée par deux compositions anonymes. 
La romance Sobre moradas violetas  de Juan Palomares figure également dans le Cancionero de Turin.
Les textes de ces chansons ont été tirés des œuvres de grands écrivains de l'âge d'or espagnol, comme Lope de Vega, Quevedo, Gongora et Vélez de Guevara,,.

## Exemple
Parmi ces chansons figure notamment une Seguidilla en eco (« séguédille en écho »), De tu vista celoso, l'une des plus célèbres ; elle est enregistrée plusieurs fois par Jordi Savall dès 1976 et figure notamment au programme de son disque El Nuevo Mundo (2009). 

Il s’agit d'un poème en écho anonyme, composé de strophes de quatre vers, dont le troisième se termine par un mot qui reprend une partie de la parole antérieure, pour faire d'ingénieux jeux de mots en kyrielle. Très populaire, ce genre de danse chantée, très pléthorique de cacophonie, était destiné à divertir et intégré en fin de spectacle de pièces parlées, d'intermèdes (entremés), ballets, louanges et œuvres importantes lors de représentations théâtrales. Alternent les couplets chantés par l'homme et la femme.

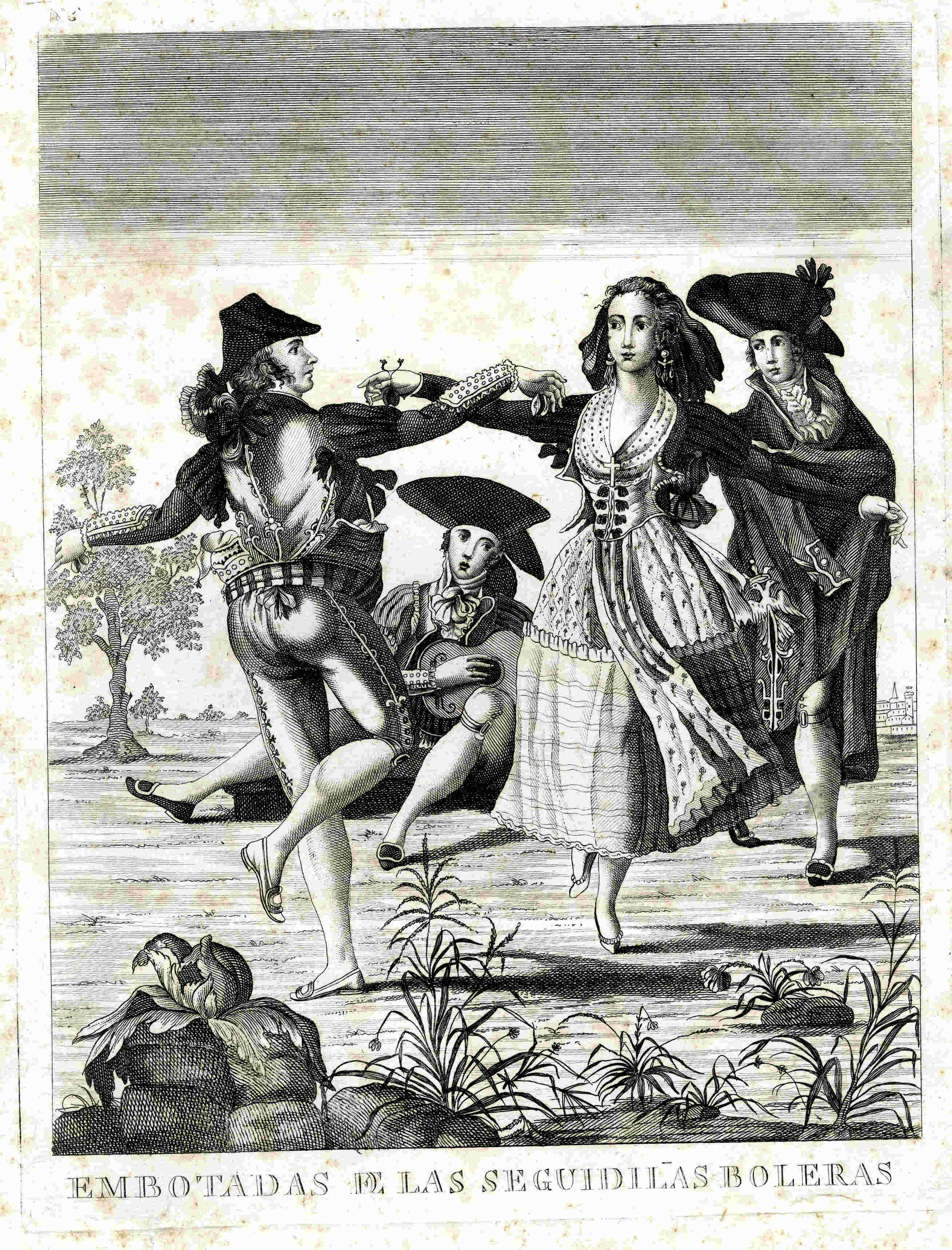
La séguédille.

| « 1.De tu Vista celoso passo mi Vida que me dan mil enojos/ ojos que a tantos miran. 2.Miras poco y robas mil corazones, y aunque más te retiras / ...tiras flechas de amores. 3.Paraque no nos falta plata y vestidos Las mujeres hagamos / ...gamos nuestros maridos. 4.Porque quieres galas si honor pretendes mira que so las galas/ ...alas para perderte. 5.Acostándose un cura muerto de frío,dijo entrando en la cama: / ...«Ama, veníos con migo». 6.Mi marido y el tuyo hoy van al soto y con estos conciertos/ ciertos son nuestros toros. 7.Las doncellas d’ogano son como duendes que buscando doncellas/ ellas nunca aparecen. 8.¿Cómo quieres morena, amor constante, si tú de las mujeres /...eres la más mudable? 9. Al galan que se ausenta quiero advertirle que en aviendo mudanza/danza lo quees mas firme. 10. De tu boca el aliento robar quisiera que acudicia proboca/boca de tales perlas. 11.¡Ay! No me deis más penas con vuestros celos, que seréis mis enojos / ...ojos, y no mis cielos. 12. Que mayores trofeos que mas ventura que adorar los cuidados/ dados de tu hermosura. 13. Bien conosco Bellila tus desenganos qu’aun no me despides/pides ques otro tanto. » |  |  | « À te regarder, jaloux je passe ma vie tu me donnes mille soucis… si à tous tu fais les yeux doux. Juste un regard te suffit à dérober mille cœurs et même si tu te retires… tu tires des flèches d’amour au cœur. Pour qu’il ne nous manque ni argent ni atours, changeons à nos fins… en daims cornus, nos maris, nos amours. Pourquoi veux-tu des dentelles, si tu penses à l’honneur tu verras que tes dentelles… sont ailes pour perdre ta fleur. En se couchant un curé qui était mort de froid dit en entrant dans son lit… ma jolie viens donc dormir avec moi. Mon mari et le tien ce jour vont au bois tout de concerto… bientôt Porteront cornes de taureaux. Les demoiselles d’aujourd’hui sont comme des lutins si l’on cherche des demoiselles… elles n’apparaissent point. Pourquoi veux-tu, belle brune un amour constant si de toutes les femmes… tu es l’une des plus changeantes ? Au galant qui s’absente je dois l’avertir qu’en débarrassant le plancher… valse ce qui est le plus stable. De ta bouche le souffle je voudrais voler qui provoque le désir… cire De tes lèvres nacrées. Aïe ! ne me donnes plus de peine avec ta jalousie tu serais ennuyeux… mon vieux et non mes septièmes cieux. Quels plus grands trophées quelle plus belle aventure que d’adorer les insignes… signes de ta beauté. Je connais bien Belilla tes déceptions quoique tu ne me laisses… est-ce pour autant ton intention ? » |

## Contenu
| no | fo  | titre (auteur)                                                               | compositeur            | voix | genre              | Enregistrement     |
| -- | --- | ---------------------------------------------------------------------------- | ---------------------- | ---- | ------------------ | ------------------ |
| 1  |     | A la dulce Risa del Alva                                                     | Mateo Romero (Capitan) | 4    | folia              | LCA, AAI           |
| 2  | 1v  | Aquella hermosa Aldeana                                                      | Mateo Romero           | 4    | romance            |                    |
| 3  | 2v  | Sale la blanca Aurora                                                        | Juan Blas de Castro    | 4    | canción            | LCA                |
| 4  | 3v  | Entre dos mansos Arroyos                                                     | Mateo Romero           | 4    | romance            | LCA, AAI           |
| 5  | 4v  | Digamos un poco bien                                                         | Mateo Romero           | 4    | romance            |                    |
| 6  | 5v  | Alamos del soto                                                              | Juan Blas de Castro    | 4    | romance            |                    |
| 7  | 6v  | Dos estrellas le siguen                                                      | Manuel Machado         | 4    |                    | CMK                |
| 8  | 7v  | De tu vista celoso passo mi vida (« À te regarder, jaloux je passe ma vie ») | anonyme                | 4    | séguédille en écho | JSW, LCA, JSA, BGB |
| 9  | 8v  | Caiase de un espino (« Il tombait d'une aubépine »)                          | Mateo Romero           | 4    | romance            | JSA, JSL, AAI      |
| 10 | 9v  | Lucinda tus cavellos                                                         | Juan de Torres Rocha   | 4    | canción            | AAI                |
| 11 | 10v | Estavase el aldeana a la puerta de su Aldea                                  | Juan Blas de Castro    | 4    | romance            | LCA                |
| 12 | 11v | Salio al prado de su Aldea                                                   | Manuel Machado         | 4    | romance            |                    |
| 13 | 12v | Mirando las claras aguas                                                     | Mateo Romero           | 4    | romance            |                    |
| 14 | 13v | En tus braços una noche                                                      | Manuel Machado         | 4    | romance            |                    |
| 15 | 14v | Si a la fiesta de San Juan                                                   | Juan Blas de Castro    | 4    | romance            |                    |
| 16 | 15v | Entre dos Àlamos verdes (« Entre deux verts peupliers »)                     | Juan Blas de Castro    | 4    | romance            | JSA, JSL           |
| 17 | 17v | Ricos de galas y flores                                                      | Mateo Romero           | 4    | romance            | LCA, BGB           |
| 18 | 18v | Tus imdidias me habla Zagala                                                 | Juan Blas de Castro    | 4    | romance            | AAI                |
| 19 | 19v | Barquilla pobre de remos                                                     | Gabriel Díaz Bessón    | 4    | romance            | LCA, BGB           |
| 20 | 20v | Desata el prado Otubre                                                       | Juan Blas de Castro    | 4    | romance            |                    |
| 21 | 21v | Desiertos campos, árboles sombríos                                           | Juan Blas de Castro    | 4    | soneto             | LCA, AAI           |
| 22 | 23v | Ya del Sobervio Moncayo                                                      | Joan Pau Pujol         | 4    | soneto             | LCA                |
| 23 | 24v | Ya no les pienso pedir mas lagrimas                                          | Juan Blas de Castro    | 4    | romance            | BGB, AAI           |
| 24 | 25v | Burlose la niña de amor (Juan Blas)                                          | Gabriel Díaz Bessón    | 4    | endechas           |                    |
| 25 | 26v | Ansares y Menga al Arroyo van                                                | Juan Blas de Castro    | 4    |                    |                    |
| 26 | 27v | Llorando lagrimas vivas                                                      | Gabriel Díaz Bessón    | 4    | romance            |                    |
| 27 | 28v | Tienes niña en tus ojos                                                      | Juan Blas de Castro    | 4    |                    |                    |
| 28 | 29v | Que hermosa fueras Belilla                                                   | Juan Blas de Castro    | 4    | romance            |                    |
| 29 | 30v | A coronarse de flores salieron el Alva y Menga                               | Juan Blas de Castro    | 4    | romance            |                    |
| 30 | 31v | Desde las torres del alma (« Du haut des tours du cœur… »)                   | Juan Blas de Castro    | 4    | romance            | JSA, LCA, BGB, AAI |
| 31 | 32v | Filis del alma mia                                                           | Miguel de Arizo        | 4    | canción            | AAI                |
| 32 | 33v | Fatigada navecilla                                                           | Mateo Romero           | 4    | romance            | BGB                |
| 33 | 37v | La morena que yo adoro                                                       | Gabriel Díaz Bessón    | 3    |                    | AAI                |
| 34 | 38v | En este imbierno frio                                                        | Mateo Romero           | 3    | canción            |                    |
| 35 | 39v | Tan triste vivo en mi aldea                                                  | Juan Blas de Castro    | 3    | romance            |                    |
| 36 | 40v | Iacinta de los cielos                                                        | Mateo Romero           | 3    | romance            |                    |
| 37 | 41v | Solo triste y ausente                                                        | anonyme                | 3    | canción            | AAI                |
| 38 | 42v | Llamavan los pajaritos con dulces voces al Sol                               | Joan Pau Pujol         | 3    | romance            | BGB                |
| 39 | 43v | Cura quen la Vezindad vive                                                   | Mateo Romero           | 3    |                    |                    |
| 40 | 44v | Sobre moradas violetas                                                       | Juan Palomares         | 3    | romance            |                    |
| 41 | 45v | En el valle del Egido                                                        | Diego Gómez            | 3    | romance            | BGB                |
| 42 | 46v | Sin color anda la niña                                                       | Álvaro de los Ríos     | 3    | romance            | LCA, BGB           |
| 43 | 48v | Quando de tus soles negros                                                   | Gabriel Díaz Bessón    | 3    | romance            | AAI                |
| 44 | 49v | Ay que me muero de zelos                                                     | Mateo Romero           | 3    |                    | AAI                |
| 45 | 50v | Escucha o claro Enares a Un pastor                                           | Mateo Romero           | 3    | canción            |                    |
| 46 | 51v | Romped las dificultades                                                      | Joan Pau Pujol         | 3    | romance            |                    |
| 47 | 52v | Si tus ojos divinos los verdes campos miran                                  | Juan Blas de Castro    | 3    | sestinas           |                    |
| 48 | 53v | De las faldas del Atlante                                                    | Gabriel Díaz Bessón    | 3    | romance en diálogo | LCA                |
| 49 | 54v | Si por flores fueres                                                         | Joan Pau Pujol         | 3    |                    | AAI                |
| 50 | 55v | Vistiose el prado galan una mañana de pascua de flores                       | Miguel de Arizo        | 3    | romance            | BGB, AAI           |
| 51 | 56v | Hermosas y enojadas lloravan dos estrellas                                   | Mateo Romero           | 3    | romance            |                    |
| 52 | 57v | Quiera o no quiera mi madre                                                  | Joan Pau Pujol         | 3    | novenas            | AAI                |
| 53 | 58v | Dulce mirar a ninguno                                                        | Gabriel Díaz Bessón    | 3    | octavas            | LCA                |
| 54 | 59v | Porque alegre venga el sol                                                   | Juan Blas de Castro    | 3    | romance            |                    |
| 55 | 60v | Carocoles me pide la niña                                                    | Juan Bon               | 3    | novenas            |                    |
| 56 | 61v | Que bien siente Galatea (« Combien Galatea regrette »)                       | Manuel Machado         | 3    | romance            | JSL                |
| 57 | 62v | No vayas Gil al Sotillo                                                      | Mateo Romero           | 3    |                    | AAI                |
| 58 | 63v | Ojos negros qos mirais en el cristal de Jarama                               | Juan Blas de Castro    | 3    | romance            |                    |
| 59 | 64v | Cuando sale el Alva                                                          | Joan Pau Pujol         | 3    |                    | AAI                |
| 60 | 65v | El que altinos impossibles                                                   | Gabriel Díaz Bessón    | 3    | romance            |                    |
| 61 | 66v | En una playa amena                                                           | Mateo Romero           | 3    | canción            |                    |
| 62 | 67v | Paxarillos suaves templad las voces                                          | Álvaro de los Ríos     | 3    | folia              | BGB                |
| 63 | 68v | Quejandose tiernamente se despedia Un Arroyuelo                              | Joan Pau Pujol         | 3    | romance            | LCA, AAI           |
| 64 | 79v | Bullicioso bullicioso y claro arroyuelo                                      | Mateo Romero           | 2    | séguedille         | LCA, BGB           |
| 65 | 80v | Fuese Bras de la cavaña                                                      | Álvaro de los Ríos     | 2    | romance            | AAI                |
| 66 | 81v | A quien contare mis quejas                                                   | Mateo Romero           | 2    | décimas            |                    |
| 67 | 82v | Desvelada anda la niña                                                       | Álvaro de los Ríos     | 2    | romance            |                    |
| 68 | 83v | Puñalitos dorados son mis dos luces                                          | Mateo Romero           | 2    |                    | AAI                |
| 69 | 84v | Soledades venturosas                                                         | Álvaro de los Ríos     | 2    | romance            | LCA                |
| 70 | 85v | O si bolassen las horas                                                      | Mateo Romero           | 2    | novenas            |                    |
| 71 | 86v | Enjuga los bellos ojos                                                       | Álvaro de los Ríos     | 2    | romance            |                    |
| 72 | 87v | No me tires flechas Rapaz cupido                                             | Mateo Romero           | 2    | novenas            |                    |
| 73 | 88v | Cantareis pajarito nuevo de Rama en Rama                                     | Álvaro de los Ríos     | 2    |                    |                    |
| 74 | 89v | Romerico florido coje la niña                                                | Mateo Romero           | 2    | folia              | BGB                |
| 75 | 90v | Amor no me engañaras aunque me prometas mas                                  | Álvaro de los Ríos     | 2    | novenas            | AAI                |

## Discographie
- LCA Cancionero de la Sablonara : musique à la cour d'Espagne de Philippe IV - La Colombina (Fontevraud, mars 1999, Accent ACC 99137) (OCLC 44733860)
- BGB Cancionero de la Sablonara : Los ecos de Manzanares - La Boz Galana : Lore Agustí et Eva Soler sopranos ; Samuel Moreno contreténor ; Sebastián León, baryton ; Guilherme Barroso, guitare baroque et chitarrone ; Louis Capeille, double harpe (13-16 octobre 2018, Brilliant Classics) (OCLC 1151879069)
- AAI Sablonara,  Vandalia & Ars Atlántica, dir Manuel Vilas (IBS Classical, 2020)[2]

Récitals
- JSW Chants et danses du temps de Cervantes - Jordi Savall (septembre 1976, EMI 7 63145 2/Warner) (Fiche sur medieval.org)
no 8 : Seguidillas en eco.
- JSA Intermedios del barroco hispánico - Jordi Savall (janvier 1987, Astrée) (OCLC 29939707)
no 9 : Mateo Romero, Caiase de un espino ; no 16 : Juan Blas de Castro, Entre dos Alamos verdes ; no 30 : Juan Blas de Castro, Desde las torres del alma
- JSL Entremeses del Siglo de Oro - Hesperion XXI, Jordi Savall (2003, Alia Vox)
no 56 : Manuel Machado, Que bien siente Galatea
- CMK Flores de Lisboa : canções, vilancicos e romances portugueses - Ensemble A Corte musical (avril 2007, K617 195) (OCLC 658791298)
no 7 : Manuel Machado, Dos estrellas
- JSA El Nuevo mundo, Folías Criolas - Jordi Savall (avril 2010, SACD Alia Vox AVSA 9876) (Fiche sur medieval.org)
no 8 : Seguidillas en eco.

## Manuscrits et éditions
- Cancionero de la Sablonara, Bayerische Staatsbibliothek, lire en ligne.
- Cancionero de la Sablonara, Bibliothèque nationale d'Espagne, lire en ligne
- Cancionero musical y poético del siglo XVII, redigero por Claudio de la Sablonara, transcription moderne de D. Jesús Aroca, Madrid 1916/1918, 340 pages, « lire en ligne » (partition libre de droits), sur l'IMSLP. (OCLC 3304537)
- El Cancionero de la Sablonara, éd. critique, notes et introduction de Judith Etzion, coll. « Textos B. », (no 41), Londres, Tamesis, 1996, clxxii-254 pages (OCLC 35677600)